# Dimitrios Christopoulos
Dimitrios Christopoulos (griechisch Δημήτριος Χριστόπουλος; * 1878 in Patras; † unbekannt) war ein griechischer Leichtathlet, der an den Olympischen Sommerspielen 1896 in Athen teilnahm. Er trat zum Marathonlauf von Marathon nach Athen an. Er musste jedoch noch während des Laufs aufgeben. Wann und warum er ausstieg, ist nicht überliefert.